# Friedrich Seyboth
Friedrich Wilhelm Seyboth (* 16. April 1844 in Neustadt an der Aisch; † 14. Mai 1910 in München) war ein bayerischer Fabrikbesitzer, Kommerzienrat und Abgeordneter.

## Leben
Friedrich Seyboth gründete 1869 die Mineralwasserfabrik F. Seyboth in München, die er mit Bernhard Seyboth und Eugen Brügel führte, und war Miteigentümer der chemischen Fabrik Gebrüder Seyboth in Lienzing am Chiemsee, die 1906 gelöscht wurde.
Er war lange Jahre Vorsitzender des bayerischen Landesausschusses der Freisinnigen und 1. Vorstand des Kollegiums der Gemeindebevollmächtigten in München. Von 1893 bis 1899 gehörte er der Kammer der Abgeordneten des Bayerischen Landtags an.
Auf seinen Antrag vom 3. Dezember 1894 wurde der Bau des Sanatoriums Harlaching beschlossen. Die Seybothstraße vor dem Klinikum trägt heute seinen Namen.
Friedrich Seyboth starb 1910 im Alter von 66 Jahren in München.

## Grabstätte

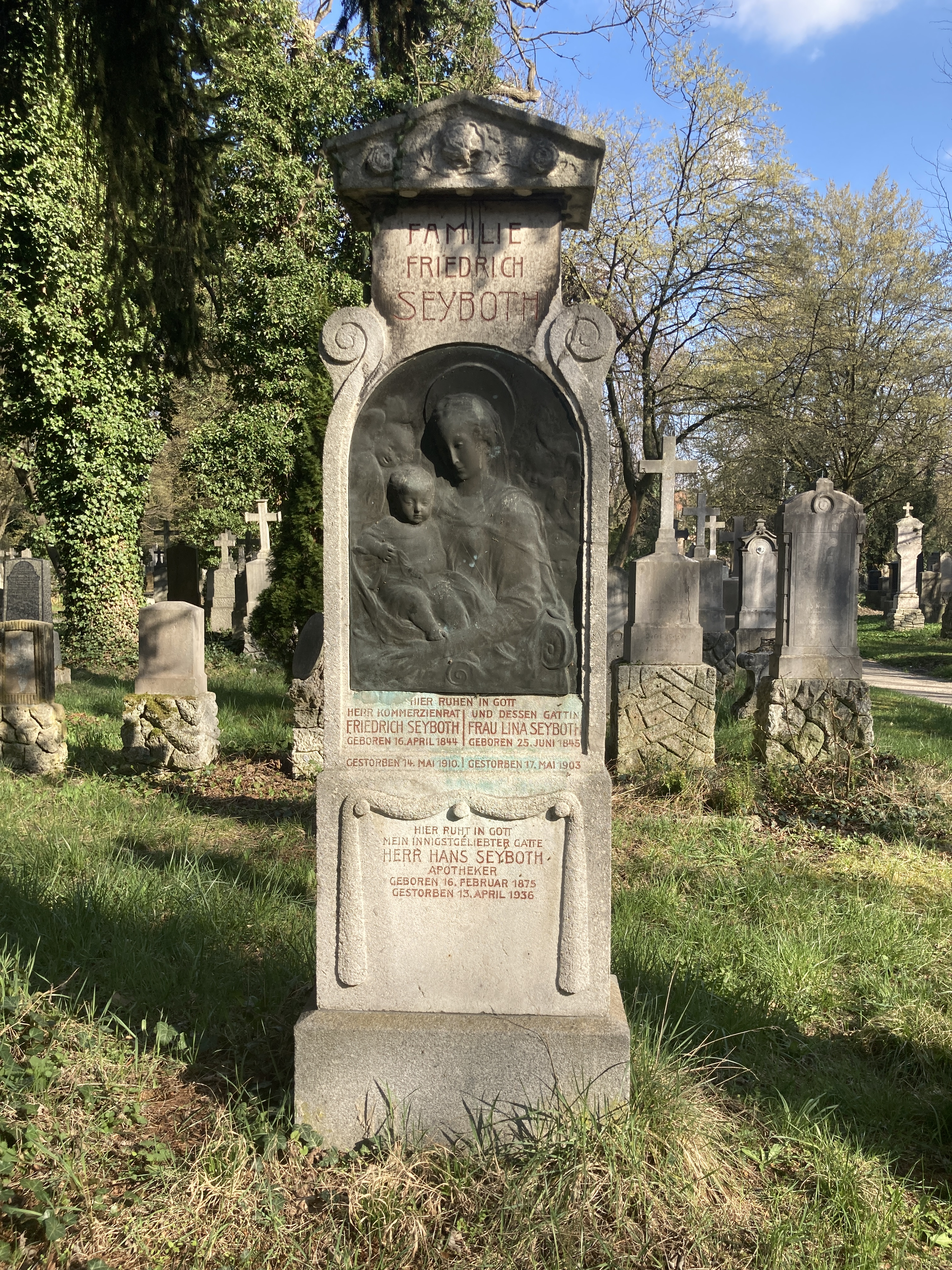
Grab von Friedrich Seyboth auf dem Alten Südlichen Friedhof in München

Die Grabstätte von Friedrich Seyboth befindet sich auf dem Alten Südlichen Friedhof in München (Gräberfeld 34 – Reihe 13 – Platz 4/5) Standort.

## Familie
Der Abgeordnete Leonhard Seyboth war der Bruder von Friedrich Seyboth.